# Taichi (nombre)
Taichi (太一, 多一, 大地 o 泰稚?) es un nombre masculino y femenino japonés. Puede referirse a las siguientes personas:
- Taichi Hasegawa (長谷川　太一?  n. 1981), futbolista japonés
- Taichi Ishikari (石狩 太一?  n. 1980), luchador profesional japonés
- Taichi Ishiyama (石山 泰稚?  n. 1988), beisbolista japonés
- Taichi Kokubun (国分 太一?  n. 1974), actor y músico japonés
- Taichi Nakayama (中山 太一?  1881-1956), empresario y político japonés
- Taichi Okazaki (岡崎 太一?  n. 1983), beisbolista japonés
- Taichi Saotome (早乙女 太一?  n. 1991), actor japonés
- Taichi Sato (n. 1977), futbolista japonés
- Taichi Teshima (手嶋 多一?  n. 1968), golfista japonés
- Taichi Yamada (山田 太一?  n. 1934), escritor y guionista japonés
- Taichi Yamazaki (山崎 大地?  n. 1972), ingeniero japonés.

También Taichi es un apellido japonés. 
- Kiwako Taichi (太地 喜和子?  1943–1992), actriz japonesa.

## Otros
- Taichi (* 1984), apodo de Aimo Brookmann, rapero alemán.
- Taichi Yagami, personaje ficticio de la serie japonesa Digimon.